# Вурманкасы (Ильинское сельское поселение)
Вурманкасы́ (чув. Вăрманкас) — деревня в Моргаушском районе Чувашской Республики. Входит в состав Ильинского сельского поселения.

## География
Находится в северо-западной части Чувашии, на расстоянии приблизительно 19 км на север по прямой от районного центра села Моргауши на правобережье Волги.

## История
Известна с 1858 года, когда здесь было учтено 38 дворов и 275 жителей. В 1897 было учтено 264 жителя, в 1906 — 59 дворов и 314 жителей, в 1926 — 72 двора и 326 жителей, в 1939—340 жителей, в 1979—190. В 2002 году было 57 дворов, в 2010 — 46 домохозяйств. В 1930 году был образован колхоз «Волга», в 2010 действовало ООО «Волга».

## Население
Постоянное население составляло 118 человек (чуваши 96 %) в 2002 году, 100 в 2010.